# Los Llanos de Aridane
Los Llanos de Aridane är  kommun i Spanien.. Den ligger i provinsen Santa Cruz de Tenerife i den autonoma regionen Kanarieöarna i sydvästra delen av landet, 1 800 km sydväst om huvudstaden Madrid. Antalet invånare är 20 283 (2024).
Det är den största staden på ön La Palma, men som huvudort räknas dock den något mindre staden Santa Cruz de la Palma. 
Staden ligger på västra delen av La Palma, sydväst om den gamla kalderan Caldera de Taburiente och nordväst om den aktiva vulkanryggen Cumbre Vieja. Det stora vulkanutbrottet hösten 2021 inträffade strax söder om Los Llanos de Aridane.